# 부칸

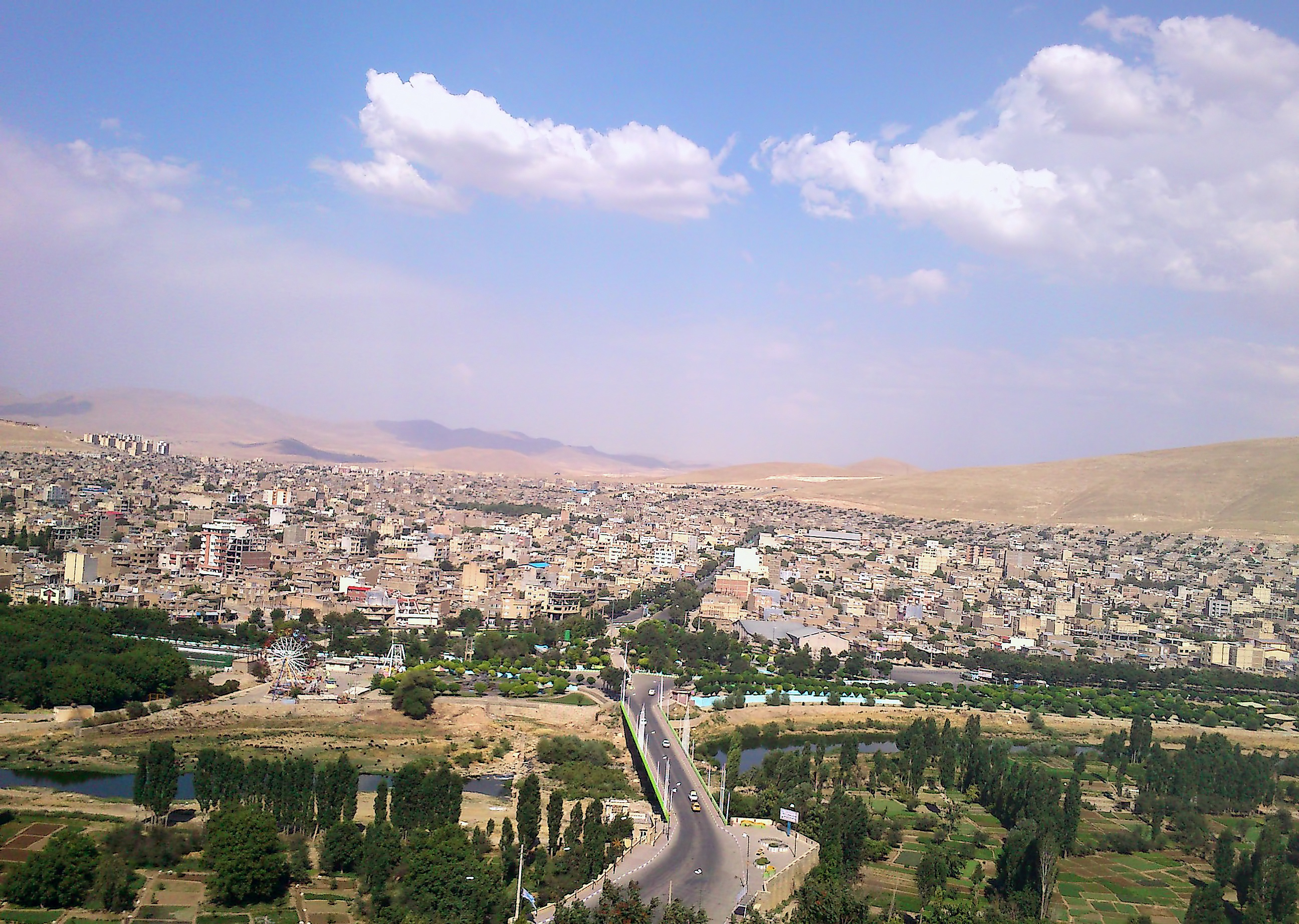
부칸 시가지

부칸(페르시아어: بوکان, 쿠르드어: Bokan, 영어: Bukān, Bokān, Bokan,Bowkān)은 우르미아호 남쪽에 위치한 이란 서아제르바이잔주의 도시로 높이는 해발 1,300 미터, 2017년 기준으로 인구는 57,000개 가구에 대략 205,000명으로 추산되었다.
"부칸"이라는 이름은 쿠르드어에서 비롯되었다.

## 인구
부칸의 거주민들은 중앙쿠르드어 방언(소라니)을 사용하며 주로 수니파 이슬람교를 믿는다. 2012년, 도시 인구 중 93%가 이슬람이었다. 부칸에는 시아파도 소수로 관찰되며 과거에는 도시에 거주하는 수많은 유대교 가족들이 있었다.